# John Claudius Loudon
John Claudius Loudon (født 8. april 1783 i Cambuslang nær Glasgow, Skotland, død 14. december 1843 i Bayswater ved London) var en skotsk botaniker og landskabsgartner eller -arkitekt. Hans autornavn er "Loudon"; tidligere også "Loud."
Loudon var uddannet gartner og gjorde omfattende studierejser. Han er bedst kendt som en yderst produktiv skribent af havelitteratur. Således behandlede han i flere værker konstruktion af drivhuse og skrev flere værker om anlæggelse af haver. Størst udbredelse fik dog følgende arbejde: An Encyclopædia of Gardening (syv udgaver 1822-41, også oversat til tysk), An Encyclopædia of Plants (1829; andet oplag 1841) og Arboretum et fruticetum britannicum i otte bind, 1838. Mellem 1826-43 udgav han bladet The Gardener Magazine. 1815 blev han korresponderende medlem af Vetenskapsakademien i Stockholm.
I 1832 introducerede Loudon udtrykket gardenesque, 'haveagtig'. Man skulle være opmærksom på den enkelte plante og sørge for at den fik en så gunstig placering at den kunne komme til sin fulde ret. Denne gardenesque designstil vandt udbredelse op igennem 1800-tallet. I Danmark blandt andet benyttet af Rudolph Rothe til 'forbedring og kultivering' af fladehaven på Marienlyst Slot og af Edvard Glæsel til haveanlæg i mange byer.

## Udgivelser
- 1822. An Encyclopædia of Gardening
- 1825. The Encyclopedia of Agriculture
- 1828. The Encyclopedia of Plants, med John Lindley
- 1826. Hortus Britannicus (1830)[4]
- 1834. The Encyclopedia of Cottage, Farm, Villa Architecture
- 1838. Arboretum et Fruticetum Britannicum
- 1838. Suburban Gardener
- 1842. The Encyclopedia of Trees and Shrubs
- 1843. On the Laying Out, Planting and managing of Cemeteries

Magasiner
- 1826- Gardener's Magazine
- 1828- Magazine of Natural History